# Georg Kraus
Georg Kraus (n. 17 septembrie 1607, Sibiu – d. 26 ianuarie 1679, Sighișoara) a fost un cronicar și notar sas din Transilvania. Numele îi este scris și ca Georg Krauss sau latinizat Georgius Kraus. Pentru a se deosebi de fiul său omonim (Georg Krauss cel Tânăr) este câteodată numit Georg Kraus cel Bătrân.
Originar dintr-o familie de negustori bogați din Sibiu, a studiat din anul 1622 la Cluj, 1624 la Sibiu, iar începând cu 1626 la universitatea din Strassburg, urmând în 1627 Viena; a studiat apoi un an și jumătate la facultatea de drept din Padova. După o lungă călătorie în Italia (Veneția, Ferrara, Florența, Siena, Viterbo, Roma, Ostia, Napoli, Pozzuoli, Baiae, Messina, Palermo, Siracuza, Trapani, Catania), a ajuns până în Malta. În 1631 s-a întors în orașul său natal și s-a ocupat de comerțul cu Țara Românească. Din 1646 a fost notar la Sighișoara, unde a rămas până la moartea sa, făcând în acest interval mai multe călătorii la curtea princiară din Alba Iulia.
Lucrarea sa Siebenbürgische Chronik (Cronica Ardelenească), care tratează istoria Ardealului între 1608-1655, este considerată o sursă majoră a istoriografiei, deoarece cuprinde mai multe evenimente la care a luat parte personal.

## Lucrări
- Tractatus rerum tam bellicarum, quam etiam aliarum ab anno 1599 usque 1606 inclusive in Transylvania interventarum per Georgium Krauss 1646 fungentem Civitatis Schaesburgensis Notarium conscriptus. (Fundgruben der Geschichte Siebenbürgens von Grafen Joseph Kemény. Klausenburg, 1839. 164-217).
- Transilvania interveniarium (Siebenbürgische Chronik des Schässburger Stadtschreibers … 1608-1665. Herausgegeben vom Ausschusse des Vereins für siebenbürgische Landeskunde. Wien, 1862., 1864. (Fontes rerum Austriacarum III., IV.).
  - Cronica Transilvaniei, 1608-1665 (red. Gh Duzinchevici și Eugen Reus-Mîrza), Editura Academiei Republicii Populare Romîne, 1965

### Lucrări rămase în manuscris
- Memorial und kurzer wahrer Bericht, was über diese unsere Stadt Schässburg, als in der Ordnung der sächsichen königl. Städte in Siebenbürgen, nach der Hauptstadt Hermannstadt die Erste, innerhalb 485 Jahren ihrer Erbauung bis in dieses unglückselige 1676. Jahr, in Belagerungen der Stadt, Feuersbrünsten, andern zufälligen Unglücksfällen und Pestzeiten, bei unseren, unserer Eltern und Voreltern Gedenkzeiten ergangen gewesen, auf Befehl eines Hochweisen Raths und der Löbl. Hundertmannschaft durch mich Georgium Krauss 31 jährigen Juratum Notarium aufgesetzt und verzeichnet.
- Codex Krausio-Kelpianus oder merkwürdige Geschichten in Siebenbürgen und dessen umliegenden benachbarten Ländern von 1608 bis 1665 mit vielen Urkunden.